# Gaugamela
Gaugamela fou un llogaret de la regió d'Assíria a uns 20 km del riu Licos (Zab), i propera al riu Bumados, que fou l'escenari de la batalla de Gaugamela entre Darios III de Pèrsia Codomà i Alexandre el Gran coneguda també com a batalla d'Arbela (1 d'octubre del 331 aC).
Estrabó diu que el nom significa "Casa de camells" i que es va dir així perquè Darios la va utilitzar com a estació per reposar un dels seus camells que havia patit molt per la marxa. A les fonts perses apareix també com Gangamela que deriva de Kháneh (Casa llar) mentre que com Gaugamela derivaria de Gâh (el lloc). Flavi Arrìa (seguint a Claudi Ptolemeu i Aristòbul) expressament estableix que el lloc de la batalla fou a la vora de Gaugamela i no d'Arbela, que quedava a bastants kilòmetres, i que el nom d'Arbela fou donat a la batalla per ser la ciutat més coneguda de la regió. Modernament el lloc es digué Karmelis, i és propera de Mosul i prou llunyana d'Arbela.